# Madame Sousatzka
Madame Sousatzka è un film del 1988 diretto da John Schlesinger, tratto dal romanzo omonimo di Bernice Rubens del 1962.

## Trama
Una maestra di pianoforte tenta di riscattare la propria mancata carriera pianistica, riversando tutte le sue cure di insegnante su un giovane e dotato allievo indiano, che ella vorrebbe portare al raggiungimento di quella perfezione tecnica cui lei in passato dovette rinunciare. Il morboso accanimento didattico dell'insegnante troverà però l'opposizione della madre del giovane. Ne nascerà un contrasto tra le due donne, nel quale prevarranno le ragioni della madre sulle frustrazioni dell'insegnante.

## Riconoscimenti
- 45ª Mostra internazionale d'arte cinematografica di Venezia
  - Coppa Volpi per la migliore interpretazione femminile (Shirley MacLaine)
- Golden Globe 1989
  - miglior attrice in un film drammatico (Shirley MacLaine)